# Prijevoj Umbrail
Prijevoj Umbrail (tal. Giogo di Santa Maria) je visoki planinski prijevoj (2501 m/nm) na švicarsko - talijanskoj granici povezujući Santa Mariju u Val Müstair s Bormiom u dolini rijeke Adde. S talijanske strane povezuje se s cestom preko prijevoja Stelvio i Valtellinom. Trenutno je to najviša asfaltirana cesta u Švicarskoj.
Znak na vrhu prijevoja pokazuje njegovu nadmorsku visinu od 2503 metra nadmorske visine, ali referentna razina za mjerenje nadmorske visine u Švicarskoj promijenila se otkad je znak postavljen, pa je danas službena nadmorska visina 2501 metar.
Prijevoj je dobio ime po Piz Umbrailu, obližnjem planinskom vrhu.
Cesta je u cijelosti asfaltirana od 2015. godine. Zadnja neasfaltirana dionica bila je 1.5 km dionice na švicarskoj strani, koja se proteže između kota 1883 m i 2012 m. Tijekom Giro d'Italia 2017., prijelaz Umbrail je bio na ruti etape od Rovette do Bormia.

## Vanjske poveznice
|  | Zajednički poslužitelj ima još gradiva o temi Prijevoj Umbrail |

- Profile on climbbybike.com  Arhivirana inačica izvorne stranice od 4. veljače 2012. (Wayback Machine)
- (rumunjski) Fotografije iz kolovoza 2010.
- Cycling up to the Umbrailpass: data, profile, map, photos and description